# Лофери

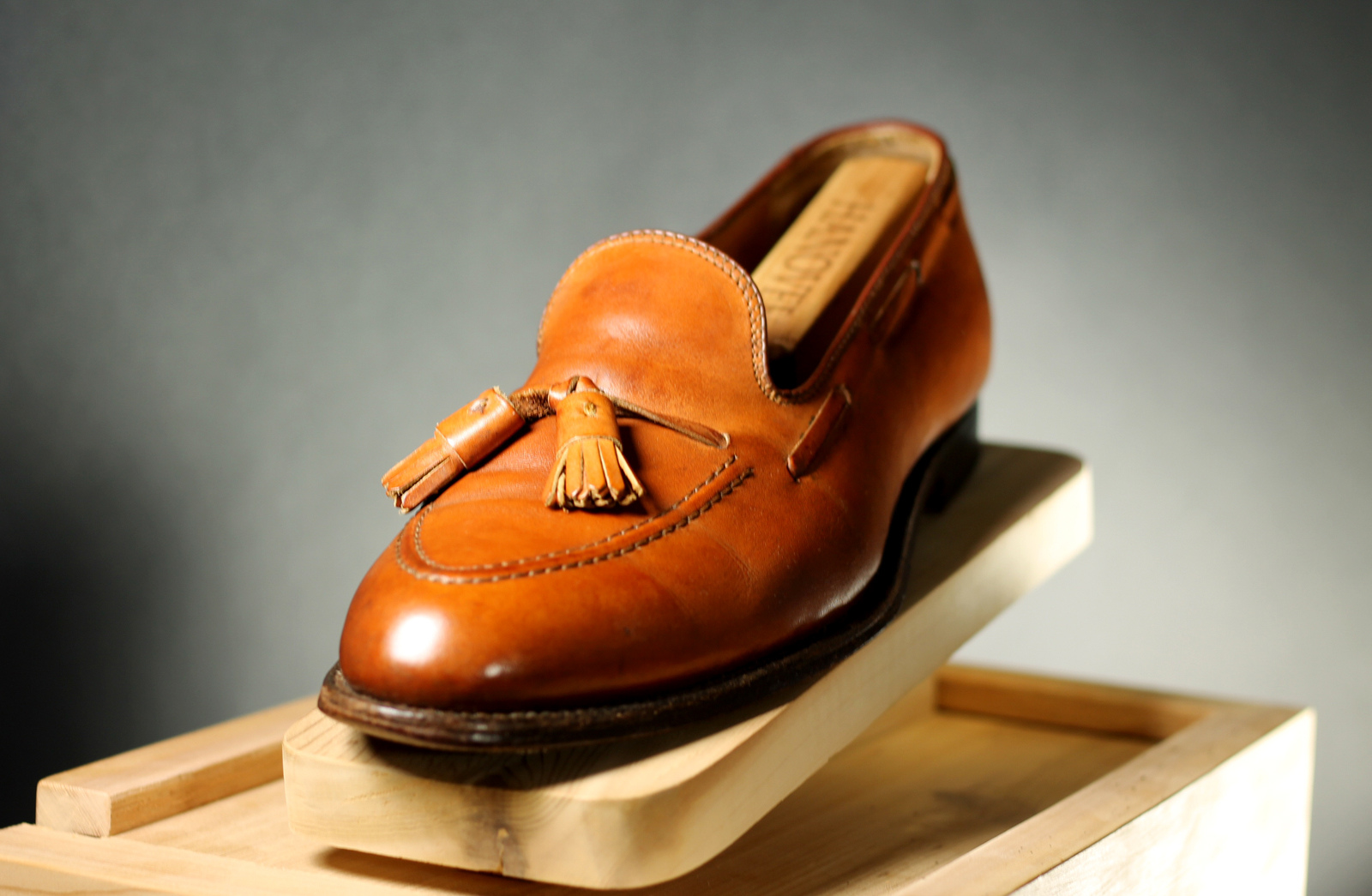
Лофер із китицею

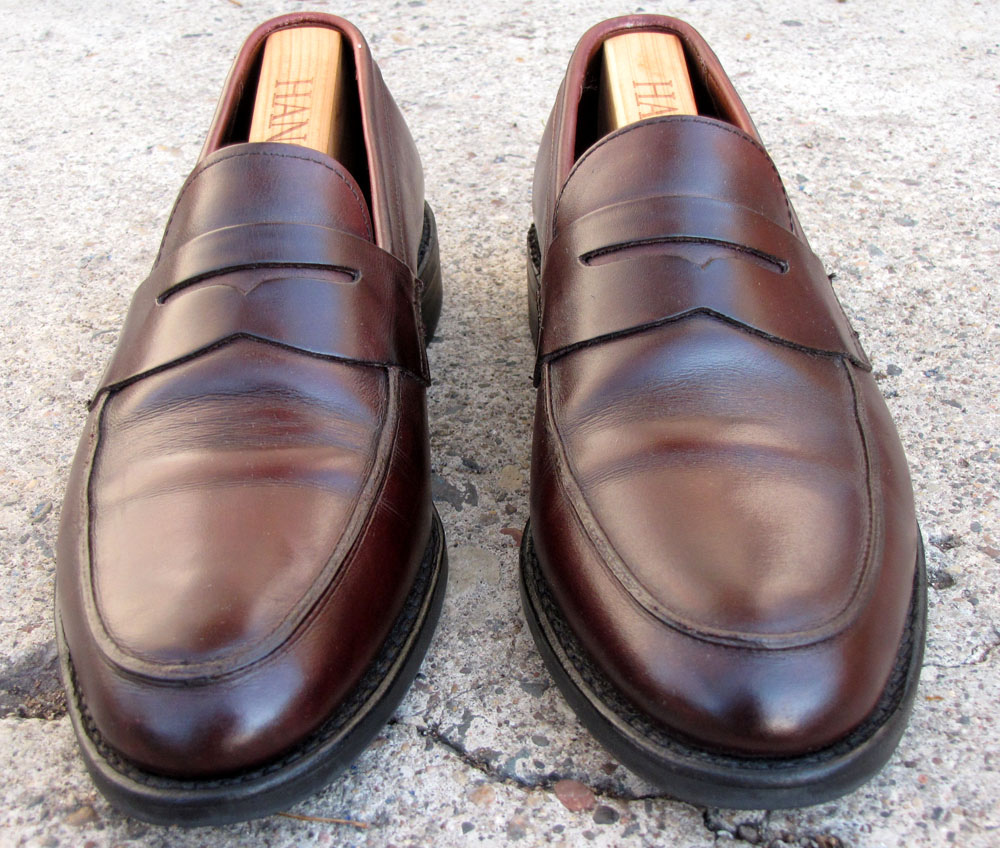
Пенні-лофери

Ло́фери (англ. loafers — «нероби») — чоловічі або жіночі туфлі без застібок або шнурівки з довгим язичком, круглим носком і перемичкою (або китичкою) на підйомі стопи. Своїм піднятим півколовим швом лофери нагадують мокасини, але, на відміну від останніх, у них є підбор (при цьому, щоправда, іноді термін «мокасини» використовують для позначення будь-якого взуття з характерним півколовим швом на союзці). Залежно від моделі, використовуваних матеріалів, кольору та особливостей дизайну лофери можуть виглядати досить строго чи неформально.
Спочатку лофери були чоловічим взуттям, але поступово вони увійшли до жіночого гардеробу. Окрім того, існують і дитячі моделі цих туфель.

## Історія
Історія лоферів походить від норвезького шевця Нілса Грегоріюссона Тверангера (1874—1953) з Еурланну, який у 13-річному віці вирушив до Північної Америки, де протягом семи років навчався шевському ремеслу. Повернувшись на батьківщину в 1930 році, Тверангер представив взуття під назвою «еурланські мокасини», пізніше перейменовані на «еурланські туфлі». Вони поєднували у собі риси індіанських мокасин ірокезів і традиційного взуття норвезьких рибалок, яке носили в Еурланні. Нільс представив новий дизайн у курортних містах Європи, і він швидко завоював популярність, у тому числі серед американських туристів, що відвідували Європу. Пізніше цю модель відзначив американський журнал «Esquire», у результаті чого її дизайн став пізнаваним і набув популярності в США.
На основі цієї моделі на початку 1930-х років сім'я Сполдінгів з Нью-Гемпшира (США) розпочала виробництво взуття, назвавши його лоферами. В 1934 фірма G.H.Bass & Co. почала випускати лофери під назвою Weejuns (співзвучно з англ. Norwegians — англ. Norwegians — норвежці)). Їхньою відмінністю стала шкіряна смужка впоперек верхньої частини стопи з прорізом у вигляді ромба. Спочатку їх носили лише влітку вдома, але згодом вони увійшли до повсякденного американського чоловічого гардеробу; в Європі, однак, лофери не змогли досягти того ж рівня популярності.
У 1950-х роках американські студенти вставляли в ромбоподібний проріз своїх лоферів монету «на щастя», через що цей тип лоферів став відомим як пенні лофери (penny loafers). Трохи пізніше завдяки європейському впливу та випуску оригінальної моделі із пряжками від фірми Gucci лофери перестали бути виключно повсякденним взуттям; вони стали елегантнішими, і до 1960-х років їх почали поєднувати з діловими костюмами. Нові лофери від Gucci поширилися далеко за межами своєї батьківщини і носилися в 1970-х роках багатьма американськими бізнесменами, ставши майже уніформою Уолл-стріт; піку популярності вони досягли у 1980-х роках. Окрім того, у другій половині XX століття дуже популярними стали лофери з китицями (tassel loafers), створені американською компанією Alden для актора Пола Лукаса у 1952 році.

## Різновиди
Існують такі види лоферів:
- Пенні лофери (penny loafers) — з накладними язичками на союзці, причому ці язички прикрашені ромбоподібними прорізами, в які американські студенти колись вставляли монетки («пенні»);
- Лофери з китицями (tassel loafers) — зі шкіряними китицями на союзці;
- Лофери з пряжками (horsebit loafers) — з двома невеликими металевими пряжками на союзці;
- Бельгійські лофери (Belgian loafers) — з маленькими бантиками на союзці;
- Венеціанські лофери (Venetian loafers) — без будь-яких прикрас.

Окрім того, лофери можна класифікувати за матеріалами та кольорами. Це взуття роблять із гладкої шкіри (як з матовим, так і з глянцевим фінішингом), замші, кордованої, зернистої шкіри, а також зі шкур рідкісних тварин (наприклад, крокодилів). Найбільш поширені лофери чорного, коричневого, бордового та рудого кольорів, але зустрічаються і сині екземпляри, а також зелені, бежеві, білі та двоколірні; більш того, деякі фірми випускають моделі дуже яскравих кольорів — наприклад, яскраво-блакитного, червоного та бузкового.

## Правила носіння
В Америці та деяких європейських країнах, таких як Італія та Іспанія, лофери використовуються як повсякденне взуття для роботи та відпочинку, хоча для більш формальних ситуацій, як і раніше, вважаються кращими напівчеревики зі шнурками. Темні моделі лоферів з гладкої шкіри можна носити як з діловим костюмом, так і з непарними піджаками і брюками, чиносами, а часом ще й з джинсами. Фактурні матеріали та світлі кольори знижують ступінь офіційності взуття, так що, наприклад, бежеві лофери із замші краще носити лише з неформальними костюмами. Темно-коричневі замшеві лофери можуть добре гармоніювати і з діловим костюмом, але таке поєднання має невисокий ступінь офіційності.
Незалежно від особливостей дизайну лофери не поєднуються зі смокінгами, візитками та фраками, хоча при цьому варто зазначити, що класичні чорні лаковані туфлі-човники під фрак та смокінг іноді називають лоферами (проте півколовий шов на них відсутній). Окрім того, лофери не слід комбінувати з трикотажними та відверто спортивними штанами. Поєднання із шортами може викликати невдоволення консерваторів, але деякі неформальні моделі лоферів цілком нормально виглядають із цим предметом гардеробу.
Варто додати, що лофери можна носити як зі шкарпетками, так і без них. Наприклад, чорні лофери з білими шкарпетками були характерною рисою сценічного образу Майкла Джексона, а Джон Кеннеді, принаймні, іноді одягав лофери без шкарпеток. Слід мати на увазі, щоправда, що в діловій обстановці шкарпетки дуже бажані, причому вони не повинні бути білими.

## Виробники та бренди
- Англія: Alfred Sargent, Cheaney, Church's, Crockett & Jones, Edward Green, Loake, Wildsmith, Dr. Martens
- Іспанія: Berwick, Carmina, Michel, Yanko
- Італія: A. Testoni, Barbanera, Gucci, Santoni, Sutor, Velasca
- Португалія: Carlos Santos, Mariano
- США: Alden, Allen Edmonds, G.H.Bass & Co., Rancourt
- Франція: J.M.Weston, Paraboot
- Швейцарія: Matt Paker